# 韦德成
韦德成（？—1357年），元末民变人物，郭子兴、朱元璋红巾军下辖的元帅。
韦德成参加红巾军，以宁正为养子，后归顺朱元璋。龙凤二年（1356年）七月，韦德成、邵肆领兵攻宣州未成，韦德成溺死，邵肆阵亡，宁正代替韦德成率领其部队。龙凤三年（1357年），因为韦德成妻子貌美，朱元璋与她私通生子，名叫朱生。有人劝谏：故将之妻，不可纳。于是把她许配总管胡汝名，朱生随母为胡汝名的继子。